# Limatus
Limatus is een muggengeslacht uit de familie van de steekmuggen (Culicidae).

## Soorten
- L. andinus Levi-Castillo, 1954
- L. asulleptus (Theobald, 1903)
- L. durhamii Theobald, 1901
- L. flavisetosus de Oliveira Castro, 1935
- L. guayasi Levi-Castillo, 1954
- L. hoffmani Root, 1927
- L. martiali Senevet & Abonnenc, 1939
- L. pseudomethysticus (Bonne-Wepster & Bonne, 1920)